# Димитрије Унук
Димитриј Иванович Унук (Москва, 10. октобар 1483) био је син кнеза Ивана Ивановича Младог и кнегиње Јелене Волошанке, најстарији унук великог кнеза Ивана III, и формални савладар свог деде од 1498. до 1502. године.

## Биографија
Претендент на московски престо, 4. фебруара 1498. године, крунисан је од стране свог деде великог кнеза Ивана III по византијском обреду, у вези са смрћу од болести најстаријег сина и наследника великог кнеза Ивана III, кнеза Ивана Младог, упркос чињеници да је велики кнез Иван III имао живе млађе синове - у складу са принципом примогенитуре.
Московски бојари и дворјани били су подељени у две групе, од којих је једна (посебно породица Ивана Јуријевича Патрикејева, кнеза Семјона Рјаполовског и других) подржавала кнеза Димитрија и његову мајку, кнегињу Јелену Стефановну, а друга кнеза Василија и његову мајку, жену великог кнеза Ивана III, велику кнегињу Софију Палеолог. Године 1497. откривена је такозвана завера Владимира Гусева, чијим је учесницима приписана намера да убију кнеза Димитрија. Сукоб се завршио прогонством кнеза Василија и велике кнегиње Софије. Важно је напоменути да је крунисање кнеза Димитрија први пут детаљно описано од стране хроничара, са свим занимљивим околностима. Међутим, касније је „странка“ која је подржавала кнеза Василија и велику кнегињу Софију Палеолог превладала, те су неки од присталица кнеза Димитрија и кнегиње Јелене Стефановне погубљени, а Патрикејеви су замонашени.
Велики кнез Иван III је именовао кнеза Василија за суверена, великог кнеза Новгорода и Пскова, али је кнез Димитрије неко време и даље називан великим кнезом Владимира и Москве.
Године 1502, након што је велики кнез Иван III пренео права наследства на свог сина кнеза Василија, кнез Димитрије и његова мајка кнегиња Јелена Стефановна су пали у коначну немилост, били су затворени, а њихова имена су била забрањена за помињање у црквеним службама.
У време владавине великог кнеза Василија III 1505. године, кнез Димитрије је био окован гвозденим оковима, у тесном затвору. Умро је 1509. године и сахрањен је у Архангеловској цркви Московског Кремља.